# Anand
|  | Aquest article tracta sobre la ciutat de Gujarat. Vegeu-ne altres significats a «Anand (desambiguació)». |

Anand (gujarati આણંદ) és una ciutat i municipi del Gujarat, capital del districte d'Anand, a la regió de Choratar (que formen els districtes de Kheda i Anand). És anomenada la capital de la llet de l'Índia.
Segons el cens del 2001 té una població de 500.462 habitants.